# Palazzo Massimo alle Terme

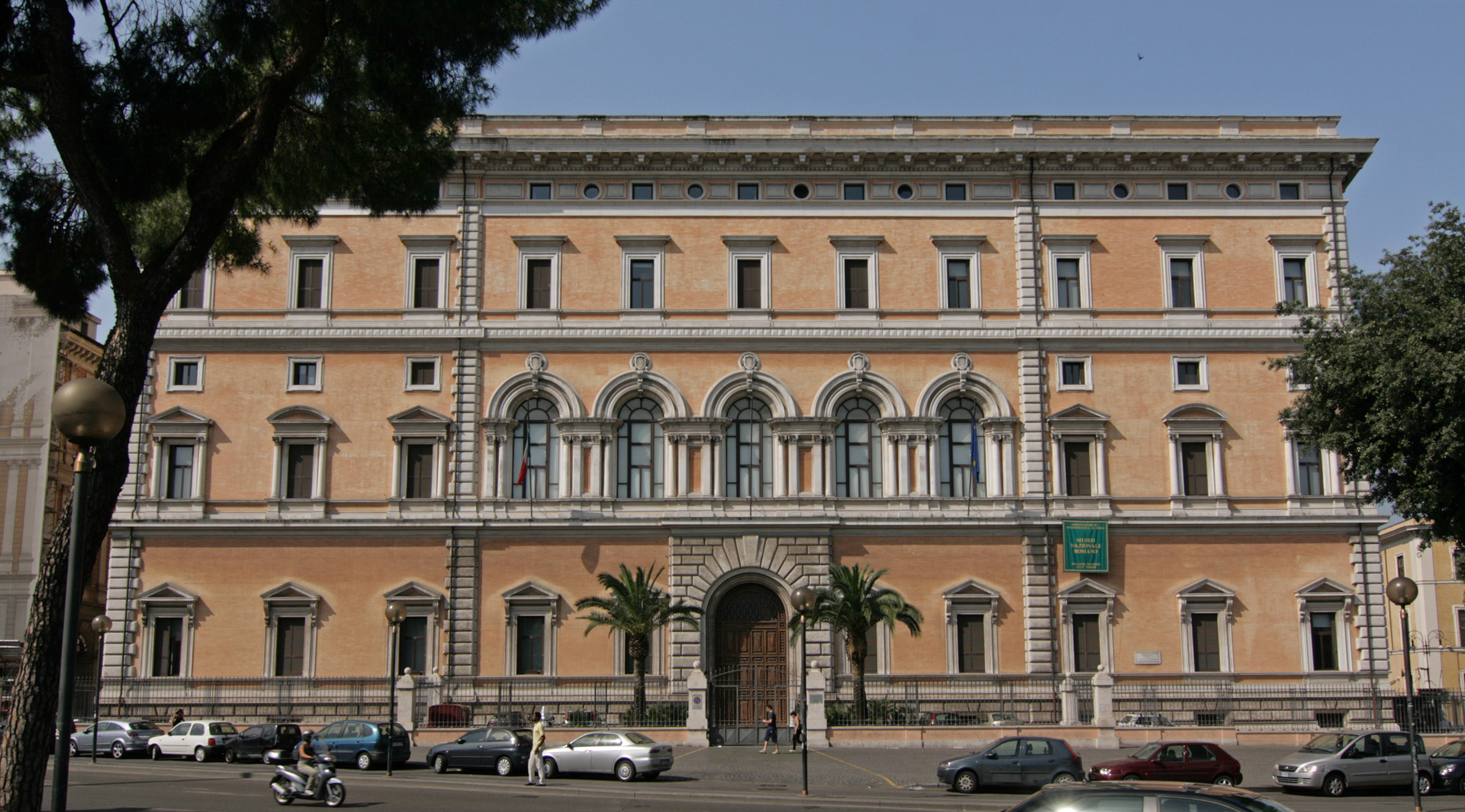
El Palazzo Massimo alle Terme.

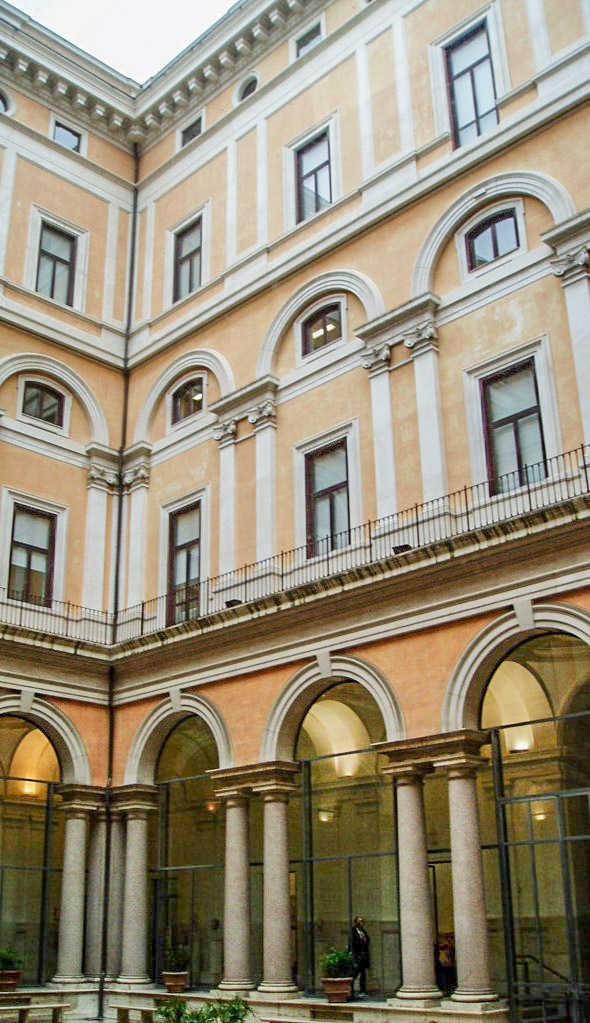
El patio del palacio.

El Palazzo Massimo alle Terme es un palacio de Roma, situado en la Piazza dei Cinquecento del rione Castro Pretorio, cerca de la Estación Termini. Forma parte del Museo Nacional Romano.

## Historia y descripción
El edificio fue construido entre 1883 y 1886 por el último descendiente de la familia romana de los Massimo, el sacerdote jesuita Massimiliano Massimo, en terrenos que pertenecían a la familia; encargó la construcción al arquitecto Camillo Pistrucci. 
La construcción del palacio conllevó la demolición de un edificio precedente, el Palazzo Peretti (que perteneció al Papa Sixto V y, por tanto, también se le llamaba Sistino), situado en el interior de la Villa Peretti Montalto, obra de Domenico Fontana (finales del siglo XVI). La villa, convertida posteriormente en Villa Negroni, y finalmente Villa Massimo, desapareció completamente con la construcción de la cercana estación Termini.
El nuevo palacio se convirtió en sede del Colegio de los Jesuitas, que en 1871, con la conquista del Estado Pontificio por parte de los Saboya y la designación de Roma capital del nuevo Reino de Italia, fue expropiado de su sede original en el Collegio Romano, o Convento de Sant'Ignazio, que se destinó a sede del liceo “Ennio Quirino Visconti”, el primer liceo-gimnasio real del nuevo Estado y, desde 1975, año de su fundación, también del Ministerio de Bienes y Actividades Culturales y Turismo.
Fue por esta razón que, posteriormente, el palacio se llamó Istituto Massimiliano Massimo, en honor a su fundador. Mantuvo esta designación hasta el 8 de diciembre de 1960, cuando el instituto se trasladó a una nueva sede más grande en EUR.
Comprado por el Estado Italiano en 1981, gracias a la financiación aportada por la ley 92/81 para la puesta en valor del patrimonio arqueológico de Roma, tras una restauración obra del arquitecto Costantino Dardi, el edificio alberga desde 1998 la principal de las cuatro sedes del Museo Nacional Romano, y las oficinas centrales de la Superintendencia Especial de Bienes Arqueológicos de Roma.
El museo está organizado en un sótano (sede de la mayor colección de medallas de Italia), una planta baja y las plantas superiores del palacio.